# Giorgio Mondini

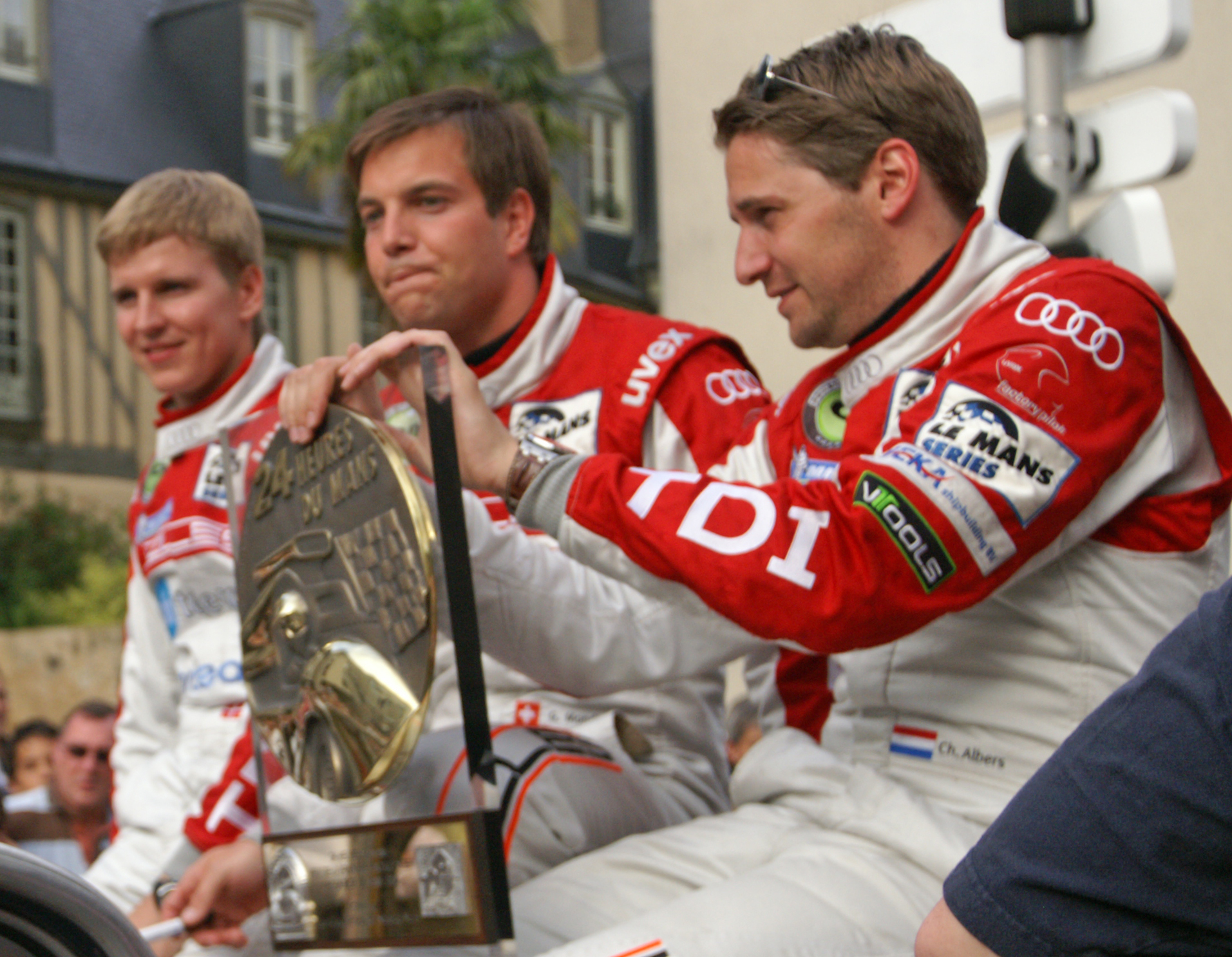
Mondini (midden) in 2009

Giorgio Mondini (Genève, 19 juli 1980) is een Zwitsers autocoureur.
In 2004 werd hij de laatste kampioen in de Formule V6 Eurocup. In december 2005 had Giorgio zijn eerste kennismaking met de Formule 1 toen hij achter het stuur plaatsnam van de Renault R25. Op 3 februari 2006 maakte Midland F1 Racing bekend dat Mondini hun derde rijder werd voor 9 van de 19 races.